# Talk (single)

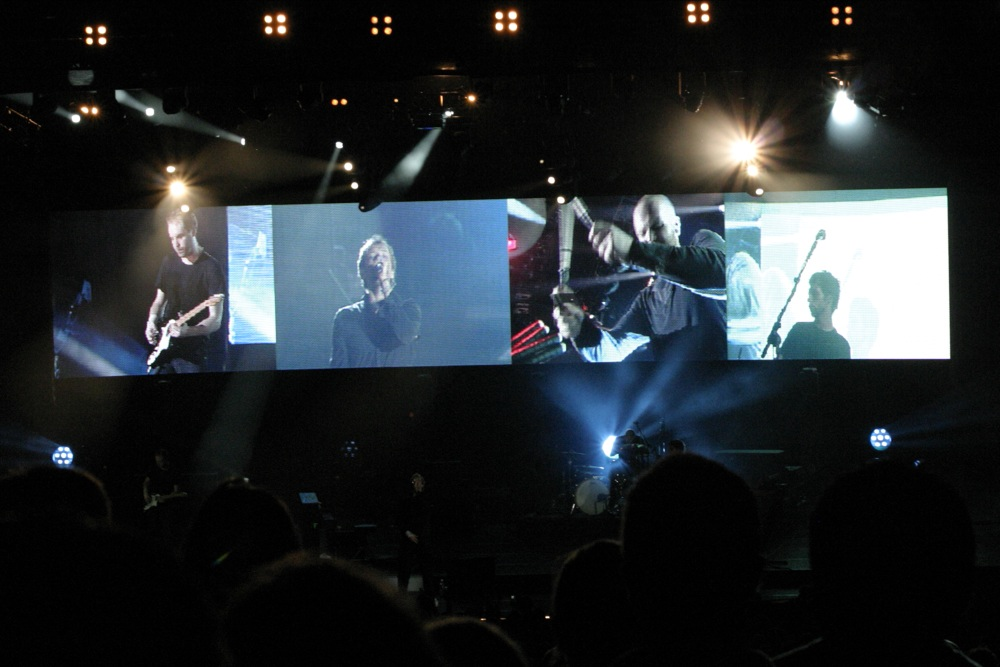
Coldplay speelt Talk (Kansas, 2005)

Talk is de derde single van het derde album X&Y van de Britse rockgroep Coldplay. Het nummer kwam uit in het Verenigd Koninkrijk op 19 december 2005. In de iTunes-winkel was de 'radioversie' te verkrijgen vanaf 14 november.
Coldplay kreeg toestemming van Kraftwerk om een melodie van hun Computer Love te gebruiken voor Talk.
Er zijn drie versies van Talk. De X&Y-versie is een verkorte versie van het origineel. Een andere versie verscheen op het internet rond maart 2005. Talk zou eigenlijk een B-kant worden voor Speed of Sound, maar werd toch een nummer voor op X&Y.
Talk werd onder andere in Nederland een bijzonder grote hit en bereikte de nummer 1-positie in de Nederlandse Top 40.
Het nummer werd live gespeeld op de MTV Europe Music Awards in Lissabon, Portugal op 3 november en de Grammy Awards van 2006 in Los Angeles.
Gravity, de B-kant van Talk, werd geschreven door Chris Martin voor de Britse band Embrace. Het nummer staat op hun album Out of Nothing. De tweede B-kant van Talk is Sleeping Sun.

## Nummers

### Cd-single Europa
1. Talk (radioversie)
2. Sleeping Sun

### 7"-vinylsingle Europa
1. Talk (radioversie)
2. Gravity

### 12"-vinylsingle Europa
1. Talk (Thin White Duke-mix)
2. Talk (Francois K Dub-mix)
3. Talk (Junkie XL-mix)

### Dvd-single Europa
1. Talk (radioversie)
2. Gravity
3. Speed of Sound (live)
4. Talk (video)
5. Speed of Sound (video)
6. Exclusieve videobeelden

### Nederlandse Digipack Live in Holland

#### Cd 1
1. Talk (radioversie)
2. Swallowed in the Sea (live)
3. God Put a Smile upon Your Face (live)

De nummers 2 en 3 zijn opgenomen in het GelreDome in 2005.

#### Cd 2
1. Talk (albumversie)
2. Square One (live)
3. Clocks (live)

De nummers 2 en 3 zijn opgenomen in het GelreDome in 2005.

#### Cd 3
1. Talk (live)
2. 'Til Kingdom Come (live)
3. Fix You (live)

Alle nummers zijn opgenomen in het GelreDome in 2005.

### Australische cd-single
1. Talk (radioversie)
2. Sleeping Sun
3. Gravity

### Japanse cd-single
1. Talk (radioversie)
2. Sleeping Sun

## Hitnotering

### Nederlandse Top 40
| "Talk" in de Nederlandse Top 40 - binnen: 10 december 2005 | "Talk" in de Nederlandse Top 40 - binnen: 10 december 2005 | "Talk" in de Nederlandse Top 40 - binnen: 10 december 2005 | "Talk" in de Nederlandse Top 40 - binnen: 10 december 2005 | "Talk" in de Nederlandse Top 40 - binnen: 10 december 2005 | "Talk" in de Nederlandse Top 40 - binnen: 10 december 2005 | "Talk" in de Nederlandse Top 40 - binnen: 10 december 2005 | "Talk" in de Nederlandse Top 40 - binnen: 10 december 2005 | "Talk" in de Nederlandse Top 40 - binnen: 10 december 2005 | "Talk" in de Nederlandse Top 40 - binnen: 10 december 2005 | "Talk" in de Nederlandse Top 40 - binnen: 10 december 2005 | "Talk" in de Nederlandse Top 40 - binnen: 10 december 2005 | "Talk" in de Nederlandse Top 40 - binnen: 10 december 2005 | "Talk" in de Nederlandse Top 40 - binnen: 10 december 2005 | "Talk" in de Nederlandse Top 40 - binnen: 10 december 2005 | "Talk" in de Nederlandse Top 40 - binnen: 10 december 2005 | "Talk" in de Nederlandse Top 40 - binnen: 10 december 2005 | "Talk" in de Nederlandse Top 40 - binnen: 10 december 2005 | "Talk" in de Nederlandse Top 40 - binnen: 10 december 2005 | "Talk" in de Nederlandse Top 40 - binnen: 10 december 2005 | "Talk" in de Nederlandse Top 40 - binnen: 10 december 2005 | "Talk" in de Nederlandse Top 40 - binnen: 10 december 2005 |
| Week                                                       | 1                                                          | 2                                                          | 3                                                          | 4                                                          | 5                                                          | 6                                                          | 7                                                          | 8                                                          | 9                                                          | 10                                                         | 11                                                         | 12                                                         | 13                                                         | 14                                                         | 15                                                         | 16                                                         | 17                                                         | 18                                                         | 19                                                         | 20                                                         |                                                            |
| ---------------------------------------------------------- | ---------------------------------------------------------- | ---------------------------------------------------------- | ---------------------------------------------------------- | ---------------------------------------------------------- | ---------------------------------------------------------- | ---------------------------------------------------------- | ---------------------------------------------------------- | ---------------------------------------------------------- | ---------------------------------------------------------- | ---------------------------------------------------------- | ---------------------------------------------------------- | ---------------------------------------------------------- | ---------------------------------------------------------- | ---------------------------------------------------------- | ---------------------------------------------------------- | ---------------------------------------------------------- | ---------------------------------------------------------- | ---------------------------------------------------------- | ---------------------------------------------------------- | ---------------------------------------------------------- | ---------------------------------------------------------- |
| Nummer                                                     | 25                                                         | 8                                                          | 2                                                          | 1                                                          | 1                                                          | 1                                                          | 1                                                          | 2                                                          | 2                                                          | 4                                                          | 6                                                          | 6                                                          | 6                                                          | 9                                                          | 16                                                         | 20                                                         | 23                                                         | 24                                                         | 26                                                         | 31                                                         | uit                                                        |

### NPO Radio 2 Top 2000
| Nummer met noteringen in de NPO Radio 2 Top 2000 | '09 | '10 | '11 | '12 | '13 | '14 | '15 | '16  | '17  | '18  | '19  | '20  | '21  | '22  | '23  | '24  |
| ------------------------------------------------ | --- | --- | --- | --- | --- | --- | --- | ---- | ---- | ---- | ---- | ---- | ---- | ---- | ---- | ---- |
| Talk                                             | 595 | 683 | 701 | 695 | 566 | 806 | 875 | 1175 | 1195 | 1202 | 1237 | 1342 | 1609 | 1422 | 1438 | 1757 |

1. ↑  Een vetgedrukt getal geeft de hoogste notering aan.
2. ↑  2009 was het eerste jaar met een notering voor dit nummer.

## Videoclip
De videoclip voor Talk werd geregisseerd door regisseur/fotograaf Anton Corbijn. De opnames vonden plaats op 5 en 6 november in Ealing Studios, Londen.
De clip zelf is een soort referentie naar de sciencefiction B-films uit de jaren 60 en 70. De clip is opgenomen in zwart-wit, en met special effects zoals die destijds gebruikelijk waren. In de clip landen de vier leden van Coldplay met een vliegende schotel op een andere planeet en vinden een enorme robot. Ze heractiveren hem. Eerst lijkt de robot hen gunstig gezind, maar aan het eind van de clip eet hij hun vliegende schotel op.
De video was zeer populair in Polen, waar hij 13 weken lang op de eerste plaatsstond van de top 20 van de Poolse MTV.